# 佐川官兵衛
佐川 官兵衛（さがわ かんべえ）は、幕末の会津藩士。明治時代の警察官。字は勝、諱は直清。

## 生涯

### 幕末
会津藩士・佐川直道（家禄は300石）の子として生まれた。文久2年（1862年）には藩主・松平容保に従って上洛し、物頭を務めたのち学校奉行に任じられた。
慶応4年（1868年）1月、鳥羽・伏見の戦い後は会津に戻って越後戦線へ出陣したが、戦況が不利になると奥羽越列藩同盟諸藩とともに戦線を離れて会津へ帰還し、若年寄、のち家老に進んだ。会津戦争では、8月29日に精鋭約1,000を率いて城外出撃の指揮官を任じられたが、出陣前夜に藩主から賜った酒に酔い、早暁に出撃が遅れて敗北を喫した（長命寺の戦い）。だが、9月5日の材木町（住吉河原）の戦いでは、少数の兵で新政府軍を破り、鶴ヶ城への糧道を確保した。戦後は藩主や家老、若年寄とともに東京で謹慎した。

### 明治
旧会津藩が斗南藩として再興されると、青森県三戸郡五戸町へ移住した。廃藩後は川路利良の懇請により警視庁に出仕し、一等大警部に任命された。明治10年（1877年）の西南戦争では戦役初期より豊後口第一号警視隊一番小隊長として従軍し、豊後から熊本県阿蘇郡に転戦、同地における二重峠の戦いにおいて被弾、戦死した。享年47。墓は大分縣護國神社と福島県喜多方市の長福寺にある。

## 人物
- 性格は直情的だが人情に厚く、多くの会津藩士から信頼されていた。武勇に秀で、薩長から「鬼の官兵衛」、「鬼佐川」、「鬼官兵衛」と恐れられた。
- 西南戦争で進駐した南阿蘇では官軍の略奪行為を厳しく戒め、地元民に慕われたと言う。南阿蘇には十数カ所の佐川官兵衛慰霊碑が存在する[3]。
- 戊辰戦争に際して賊軍側に立った指揮官でありながらも小隊長として西南戦争では官軍側で戦い戦死したことから靖国神社に合祀されており、このような事例は佐川ただ一人であるとされている[4]。

## 家族
- 弟・又四郎は京都で村田新八らと斬りあって死亡し、父と弟2人は戊辰戦争で戦死した。
- 一子・直諒は陸軍将校（陸軍士官学校第9期）となり、近衛歩兵第2連隊第3中隊長として日露戦争（遼陽）で戦死した。

## 関連作品
小説
- 鬼官兵衛烈風録（中村彰彦、1991年）

テレビドラマ
- 白虎隊（1986年、日本テレビ年末時代劇スペシャル、演：本田博太郎）
- 田原坂（1987年、日本テレビ年末時代劇スペシャル、演：本田博太郎）
- 山田風太郎 からくり事件帖-警視庁草紙より-（2001年、NHK金曜時代劇、演：大橋吾郎）
- 河井継之助 駆け抜けた蒼龍（2005年、日本テレビ系DRAMA COMPLEX、演: 六平直政）
- 白虎隊〜敗れざる者たち（2013年、テレビ東京系新春ワイド時代劇、演： RIKIYA）
- 八重の桜（2013年、大河ドラマ、NHK、演：中村獅童）